# (1478) Vihuri
(1478) Vihuri es un asteroide perteneciente al cinturón de asteroides descubierto por Yrjö Väisälä desde el observatorio de Iso-Heikkilä, Finlandia, el 6 de febrero de 1938.

## Designación y nombre
Vihuri se designó al principio como 1938 CF.
Más tarde fue nombrado en honor del armador finés A. Vihuri, quien fuera mecenas de las artes y las ciencias.

## Características orbitales
Vihuri está situado a una distancia media del Sol de 2,466 ua, pudiendo alejarse hasta 2,688 ua. Tiene una excentricidad de 0,08992 y una inclinación orbital de 7,836°. Emplea 1414 días en completar una órbita alrededor del Sol.